# Площадь Восставших (Севастополь)
Площадь Восставших — площадь в Ленинском районе Севастополя, между улицам Адмирала Октябрьского и 5-й Бастионной.

## История
Площадь возникла в связи с реконструкцией бывшей улицы Восставших (ныне Адмирала Октябрьского) и получила наименование 1 ноября 1958 года
Названа в память о революционных событиях 1905 года. 18 октября 1905 года на Историческом бульваре возник многолюдный митинг, но полиция и солдаты и разогнали его. Однако митинг вспыхнул снова уже на Приморском бульваре, откуда митингующие под красными флагами, с пением революционных песен направились в городскую тюрьму (находившуюся на месте площади) и потребовали освобождения политических заключенных. Когда демонстранты приблизились к воротам тюрьмы, раздались выстрелы. Восемь человек были убиты и около 50 ранены. Расстрел демонстрации вызвал бурю протестов. 19 октября на митинг в состоявшемся па Приморском бульваре, был избран Совет народных депутатов, который потребовал от городской управы послать правительству протест против расстрелов. 20 октября состоялись похороны жертв расстрела, превратившиеся в многотысячную антиправительственную демонстрацию.
Известные здания и сооружения:
- в 1868 г. построена городская больница (сейчас Городская больница № 1 им. Н.И. Пирогова).
- в 1898 г. построена Севастопольская тюрьма, в настоящее время здесь находится торговый центр «Новый бульвар».
- в 1960-х был построен стадион «Чайка», который в 90-х годах превратился в рынок.
- в 1979 была построена крупнейшая гостиница Севастополя "Крым", которая стала архитектурной доминантой площади. Архитекторы И. П. Фиалко, Г. Г. Кузьминский, Л. С. Гладков, инженеры Ф. Д. Тренёв, Н. Г. Тренёва.[2]
- в 2012 года на площади начали строить синагогу, в настоящее время строительство не завершено[3].

## Галерея

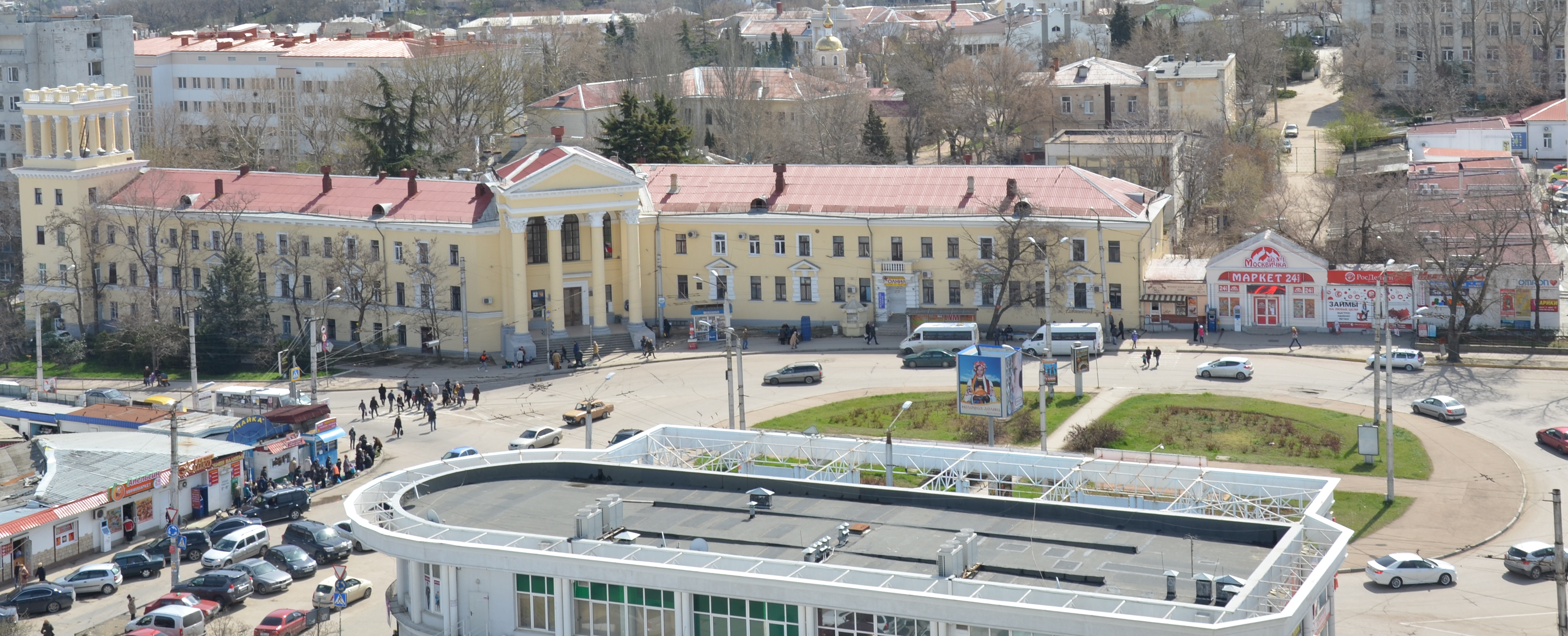
Площадь Восставших
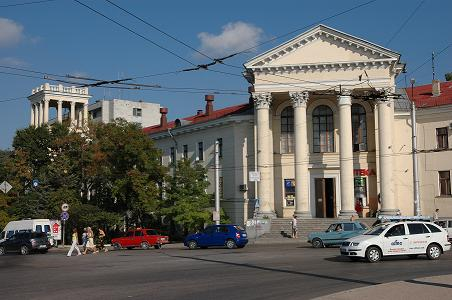
Городская больница № 1 им. Н.И. Пирогова
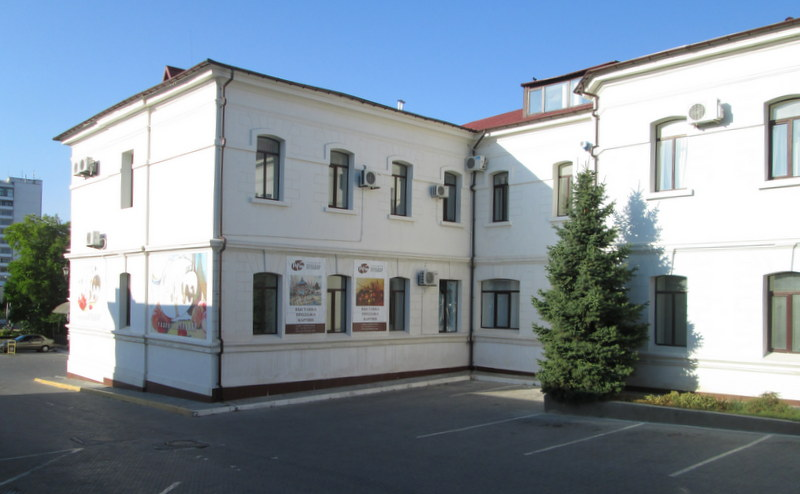
Бывшее здание Севастопольской тюрьмы, (Пл.Восставших, 4-6)
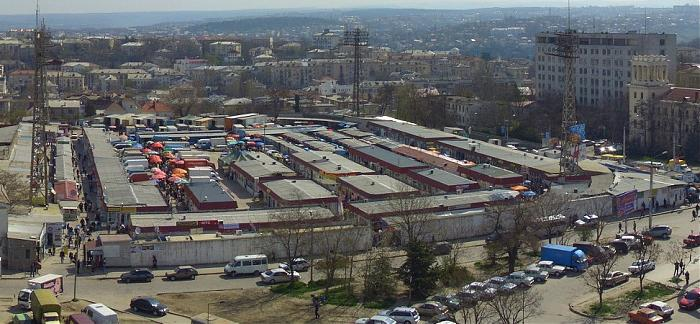
Рынок Чайка
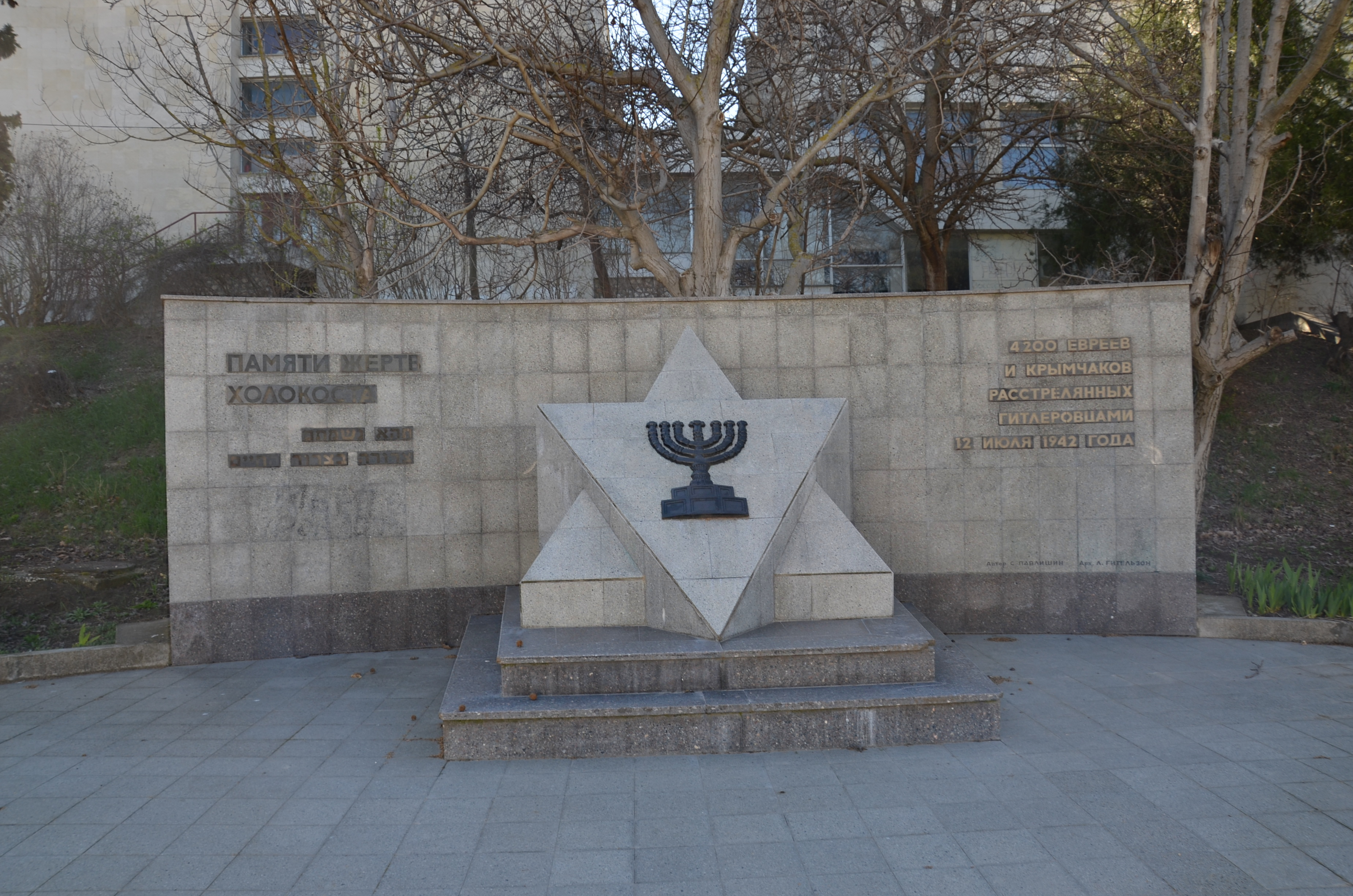
Памятник жертвам холокоста
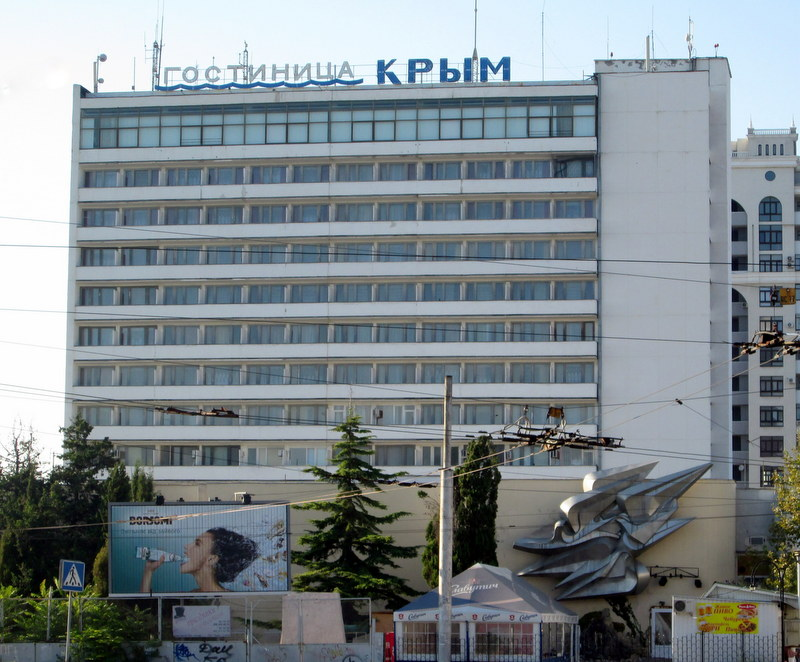
Гостиница Крым (6-я Бастионная ул., 46)